# Битка при Хейлигерлей
Битката при Хейлигерлей се провежда на 23 май 1568 близо до град Хейлигерлей в провинция Фризия, Нидерландия. Тя е част от Осемдесетгодишната война. Нидерландска въстаническа армия, водена от двама от братята на Вилхелм Орански, напада контролираната от испанците Фризия и успява да разбие силите на стадхаудера Жан дьо Лин.